# 松平右近事件帳
『松平右近事件帳』（まつだいらうこんじけんちょう）は、1982年から1983年にかけて日本テレビ系で放送されたユニオン映画、六本木オフィス制作の時代劇。
当項目では続編の『新・松平右近』についても記載する。

## 概要
十一代将軍・徳川家斉の実弟にあたる松平右近が、浮世小路の医師・藪太郎として市中で暮らしながら江戸の町にはびこる悪を倒していく痛快時代劇シリーズ。経歴は1982年3月28日から1983年3月20日まで全51話が放送された。
その後、1983年4月3日から同年9月4日まで『新・松平右近』のタイトルで続編の全22話が放送された。
本作から、山形県における日本テレビ系日曜21:00枠の番組は、本来の系列局である山形放送（当時は日本テレビ系列とテレビ朝日系列のクロスネット局）が、当該枠でテレビ朝日系の『日曜洋画劇場（21:00 - 22:54）』を同時ネットしていたため、当時フジテレビ系列であった山形テレビで、1時間30分遅れの22:30 - 23:24枠に時差ネットされていた。

## 松平右近事件帳

### オープニング
語り：芥川隆行
第26話までのオープニングでは、「とざい、と～ざい。今宵ご覧にいれまする『松平右近事件帳』。これぞ十一代将軍・家斉公の弟君。権力の座を捨てて、市井に生きる心意気。悪を許さん、快刀乱麻の働きを隅から隅までずずずいーっと、ご覧願い奉ります」という口上が入る。

### キャスト
- 松平右近（浮世小路の医師・藪太郎）：里見浩太朗
貧しい者からは一切治療費を請求しない長崎帰りの医者で「藪太郎」と名乗っているが、実は将軍家の“お控え様”でありながら権力の座を捨て、長崎に留学していた家斉の弟。長屋に診療所を構え、様々な研究を行なっている。いつも壊れていてたまにしか動かない懐中時計を持っている。時々カフェーやティーを振る舞う。立ち回りの際は、兄である将軍・家斉から拝領した名刀「一文字」を使い、悪人たちを容赦なく叩きのめす。その際の決め台詞は、「俺は殺生は嫌ぇ（嫌い）だ。だが、歯向かう奴は容赦しねぇ!（回によっては「容赦せん!」または「貴様らだけは許さねぇ！」の場合あり。ただし第51話（最終話）のみレア台詞「今日と言う今日は我慢がならねぇ! 1人残らずたたっ斬ってやる! 覚悟しやがれ!」）」。当初、町人たちからは「藪太郎先生」と呼ばれていたが、第27話以降は「藪さん」と呼ばれるようになる。
- おさよ：水沢アキ
右近の世話をする髪結い屋で実はくノ一。長屋では藪太郎の隣に住んでいる。第27話以降はお銀の後を継いで居酒屋を切り盛りする。第51話（最終話）で兄の遺骨を持って伊賀の里へ帰っていった。
- よろずや清太郎：松山英太郎
おさよの兄の行商人で実は忍者。第51話（最終話）で右近抹殺を企む有馬一味におさよとおきみが人質となり、単身出向いた右近を庇おうとして自ら身代わりとなり、狙っていた鉄砲隊に撃たれ死亡。
- 梅吉：渡辺篤史
船宿「舟よし」の船頭で右近とは乳兄弟。血の気が多く、惚れっぽいのが玉に瑕。第51話（最終話）で伊賀の里へ帰るおさよと共に江戸を去った。
- 弥生局：淡島千景（特別出演）（第1話 - 第2話、第7話）
右近の乳母。
- 綾姫：若原瞳（第1話、第3話）
青山下野守の娘。
- 石部岩之助：川崎公明
北町奉行所定町廻り同心。父親の跡を継いだばかりの新米。名前の通り真面目で融通の利かない堅物。人相書きの絵が下手。
- お銀：佐藤友美（第1話～第26話）
右近たちの馴染みの小料理屋の女将。第26話で身代わりで島流しになった従姉弟の千吉を救おうとして命を落とす。
- おらん：かたせ梨乃（第27話～第51話）
「むささびのおらん」を自称する掏りだったが、弟分だった男を失って以降、足を洗って藪太郎の家に押し掛けるようになり、しじみ売りを始めた。おさよとは口喧嘩が絶えない間柄。
- おいと：安部理恵
お銀の小料理屋の女中。
- おきみ：鈴木景子
おいとに代わる小料理屋の女中。
- 新八：佐野浅夫（第1話～第48話）
石部家に30年仕えている御用聞き。年齢56歳。岩之助を「若旦那」と呼ぶ。第13話で右近の正体を知る。第48話で御役御免の危機に瀕した岩之助を救おうと長崎屋一味の陣中に単身飛び込み命を落とす。
- 青山下野守：芦田伸介（第1話～第3話、第5話、第17話、第23話、第25話～第26話）
老中。右近に清太郎とおさよを付けさせた。右近が悪人を成敗する際に断りを入れに来ることがある。
- 徳川家斉：丹波哲郎（特別出演）
右近の兄で十一代将軍。右近に自らの補佐役になるよう依頼するが断られる。その際に居合わせた有馬阿波守に右近の素性と追っている事件の内容を話したことが、結果的に右近に敵の手が及ぶ原因になってしまう（その事件の黒幕が有馬阿波守だったため）。第51話（最終話）のみの登場。

### ゲスト出演者紹介（配役一覧）
※その他の出演者のクレジットは当て字表記。
| 話数   | ゲスト出演者 |
| 第1話  | お浅：新藤恵美 お光：木村理恵 日照：睦五郎 阿部丹波守：滝田裕介 相模屋利三郎：北村英三 飯島：浜田晃 お楽：西尾三枝子 佐太郎：小林芳宏 しの：早見栄子 伊勢屋与平：中村錦司 役人：出水憲司 大工：新城邦彦 田代：高並功 青山の家臣：波多野博 青山の家臣：白井滋郎 竹内健一 日照の配下：藤沢徹夫 観客：遠山金次郎 大工：泉好太郎 高木𠮷延 山田克二 星野美恵子 美松艶子 那須仲太朗 |
| 第2話  | おこよ：岡本舞 お紋：片桐夕子 おらく：白木万理 榊十太夫：菅貫太郎 秋坂竜之進：亀石征一郎 藤左衛門：武藤英司 悟作：重久剛一 大岡：笹木俊志 児玉：西山清孝 釘六：秋山勝俊 おぬい：高野洋子 おきぬ：赤松雅代 浦里：吉田哲子 秋坂弾正：水島道太郎 北村明男 中嶋俊一 |
| 第3話  | 福竜：土田早苗 戸倉兵庫：田口計 室伏甚内：山本昌平 土井大炊頭：永野辰弥 磯吉：西園寺章雄 おたき：小柳圭子 おけい：丸平峰子 おとき：門の内純子 おたみ：上村明子 小舟：林未来 岡本隆成 宮城幸生 矢部義章 森源太郎 高井清 徳永まゆみ 三谷真里子 春藤真澄 |
| 第4話  | 平林信之助：山本圭 お島：山本郁子 真鍋五郎太：平泉征 板倉：永井秀明 お咲：賀田裕子 茂平：海老江寛 広田：白川浩二郎 お袖：中条郷子 刀屋主人：入江慎也 杉森：奔田陵 お玉：香住美弥子 稲垣陽子 諏訪裕子 斉藤可奈江 |
| 第5話  | 広瀬信十郎：近藤洋介 鉄山：南原宏治 おしの：仁和令子 北島右京：鈴木康弘 山根：五十嵐義弘 田城：岩尾正隆 有島淳平 和田昌也 平河正雄 遠山金次郎 村居京之輔 細川純一 星野美恵子 |
| 第6話  | 幸吉：河原崎建三 おたみ：佐藤万理 伊勢屋栄次郎：浜田寅彦 三谷仙十郎：北原義郎 坂田兵馬：中田博久 伊平次：下元年世 喜作：遠山二郎 女郎：神東利衣 吾助：峰蘭太郎 弥助：藤長照夫 勘次：池田謙治 司祐介 美柳陽子 尾崎俊子 |
| 第7話  | おその：野平ゆき 浦尾：三浦真弓 鵜殿上総介：外山高士 秋山：福本清三 村井：白井滋郎 文吉：武井三二 おりつ：真城都子 岡嶋艶子 細川真智子 高谷舜二 |
| 第8話  | 武蔵屋藤吉：和田浩治 お牧：金沢碧 平田丹波守：川辺久造 上州屋：遠藤太津朗 備前屋：森幹太 伊兵衛：大木晤郎 但馬屋：国一太郎 片桐：笹木俊志 棟梁：田中弘史 植木屋：井上茂 女将：服部明美 おかみ：志乃原良子 大工：大城泰 大工：宮城幸生 高木吉治 堀北幸夫 |
| 第9話  | おこう：佳那晃子 能勢河内守大学：高野真二 播磨屋徳兵衛：野口元夫 塚口：北町嘉朗 朽木儀右衛門：穂高稔 八助：村田正雄 仲間：邦保 おせい：江本紀代美 西山清孝 北村明男 稲田龍雄 徳永まゆみ |
| 第10話 | 丈吉：火野正平(特別出演) 高見沢監物：川合伸旺 お玉：千野弘美 小杉甚内：宮口二朗 宇三郎：佐藤晟也 長五郎：山本一郎 やくざ：木谷邦臣 捨松：広瀬義宣 疋田泰盛 藤沢徹夫 大矢敬典 波多野博 壬生新太郎 東父岡勇二 森山紹秀 |
| 第11話 | 井村弥十郎：土屋嘉男 長田兵部：高城淳一 肥前屋玄造：神田隆 井村波江：山本百合子 常吉：大木正司 宿場役人：野口貴史 宿の主人：北原将光 井村多美：小野朝美 大城泰 阿南忠幸 山崎修 細川純一 竹井雅文 宇多なるみ 三谷真里子 |
| 第12話 | 土井源次郎：志垣太郎 土井利行：宗方勝巳 照姫：小林伊津子 馬場十太夫：伊沢一郎 磯部内膳：高杉玄 遠藤但馬守：永田光男 仙太：矢部義章 太田原十内：五味龍太郎 小峰隆司 奔田陵 小船秋夫 木下通博 阿部信重：安部徹 |
| 第13話 | 良三郎：石田信之 西田：睦五郎 喜兵衛：守屋俊志 おちか：田中綾 山根：原口剛 白龍堂：榎木兵衛 六天斉：牧冬吉 広田：きくち英一 易者：レッゴーじゅん 与力：武周暢 長吉：勝野賢三 星山師：下元年世 武田てい子 宮本毱子 泉春子 |
| 第14話 | 治助：織本順吉 おみつ：山本みどり 権藤市之進：伊東達広 川田新兵衛：内田勝正 安岡惣兵衛：西山辰夫 河西三郎太：沖田駿一 金兵衛：藤尾純 中盆：高井清 天田兵馬：高木吉治 牢役人：森源太郎 馬方：畑中伶一 |
| 第15話 | 雁六：芦屋小雁 おしん：赤座美代子 疾風の吉蔵：深江章喜 不動丸：佐藤京一 猪吉：市川好朗 おさだ：山口朱美 大矢敬典 永野佳寿江 |
| 第16話 | おちえ：朝加真由美 池内将監：名和宏 権藤十次郎：大下哲矢 本庄鋭之介：大場順 和泉屋弥兵衛：真弓田一夫 津山兵馬：北條清嗣 おりく：松島和子 おたみ：服部明美 高並功 西山清孝 志茂山高也 有島淳平 木下通博 美松艶子 桂登志子 |
| 第17話 | おこう：衣通真由美 中野碩翁：伊豆肇 淨心坊：田中浩 仁助：中島正二 弥太平：島米八 おちか：藤原真理子 鶴造：福本清三 木下サヨ子 春藤真澄 村居京之輔 島田秀雄 瓦版屋：窪田弘和 矢部義章 杉本雅人 |
| 第18話 | 文吉：松山政路 おちよ：秋谷陽子 佐伯主水：岡崎二朗 久米武太夫：飯沼慧 弥八：田中弘史 相模屋宇兵衛：鈴木康弘 おくみ：里見和香 お島：酒井久美子 佃左平次：笹木俊志 広井一平太：白井滋郎 植田勘助：木谷邦臣 末永厚子 岡嶋艶子 玉野伶子 星野美恵子 人足：宮城幸生 小谷浩三 井川孝                                                                                                 |
| 第19話 | おその：田島令子 庄二郎：小野進也 花森：亀石征一郎 お秋：堂園千秋 諏訪屋：相馬剛三 喜助：平沢彰 川口：秋山勝俊 信一郎：岡高広 庄太郎：山田良樹 野木：大月正太郎 |
| 第20話 | 巳之吉：佐藤仁哉 弥助：田中春男 鳴海屋六兵衛：北村英三 水野出羽守：田島義文 定造：黒部進 おゆみ：藤洋子 神田助左衛門：中村錦司 由松：峰蘭太郎 由木：有川正治 波多野博 水野の配下：平河正雄 石井洋充 松原史朗 |
| 第21話 | 六助：森次晃嗣 おあき：服部妙子 赤池主膳：山岡徹也 追分久蔵：汐路章 半次：吉田豊明 辰吉：宮城健太郎 疋田泰盛 赤池の配下：遠山金次郎 泉好太郎 壬生新太郎 |
| 第22話 | 新十郎：荒木しげる 三枝綾乃：高橋恵子 石川左近将監：藤岡重慶 神保主馬：上野山功一 中尾玄之丞：千葉敏郎 山崎宗助：五十嵐義弘 三枝采女：須永克彦 お若：大崎紀子 お雪：芦原薫 お弓：宮川恵子 長岡又五郎：高木吉治 花清の女将：富永佳代子 |
| 第23話 | 与吉：石山律雄 おみわ：木村弓美 覚全：内田稔 山室内膳正：北原義郎 秋葉重五郎：堀田真三 伊平次：大木晤郎 老婆：近江輝子 おつね：高野洋子 おしん：川本美由紀 吉蔵：波多野博 仁平：池田謙治 池山鋭之介：小峰隆司 竹井雅文 牧野恵美 中嶋俊一 |
| 第24話 | 亀吉：赤塚真人 お鶴：一柳みる 羽生源之進：浜田晃 用人浅井：中田博久 春日屋：永野辰弥 宗吉：重久剛一 大津屋：国一太郎 竹松：岩戸隼人 久六：石倉英彦 仙場：岩尾正隆 和惣次：入江慎也 源次：大矢敬典 羽生の家臣：宮城幸生 藤長照夫 甘枝靖 斉藤リカ |
| 第25話 | おるい：岡まゆみ 貝崎弥市：遠藤征慈 河野仙竹院：草薙幸二郎 相州屋文蔵：福山象三 伊東：坂口徹郎 山口玄庵：峰祐介 斉藤：溝田繁 おちよ：立枝歩 柿谷九兵衛：出水憲司 虎松：俵一 島田：玉生司朗 患者：有島淳平 小川：笹吾朗 石丸勝也 曲龍伍 小谷浩三 浅野省吾 |
| 第26話 | 千吉：加納竜 石出帯刀：久富惟晴 巳之助：木村元 佐伯屋喜八：内田喜郎 石出の配下：丘路千 大城泰 宮崎博 内藤康夫 |
| 第27話 | 丹波屋伊左衛門：稲葉義男 脇坂刑部：幸田宗丸 卯三郎：田中和洋 おとせ：三好美智子 釘六：浜伸二 留吉：妹尾和夫 六兵衛：原健策 仁兵衛：笹吾朗 おぬい：淡城みゆき おちか：神東利衣 木谷邦臣 壬生新太郎 木下通博 妹尾友信 |
| 第28話 | お光：范文雀 夕立宗五郎：小池朝雄 小沼帯刀：西山辰夫 吾作：山村弘三 伊勢屋治平：藤尾純 留吉：きくち英一 久造：佐々山洋一 三浦徳子 波多野博 |
| 第29話 | 源治：山本紀彦 土岐大和守：遠藤太津朗 丹波屋儀十：武藤英司 秋葉左内：吉田豊明 戸田十郎：唐沢民賢 前田新兵衛：白川浩二郎 木村重久：五十嵐義弘 丹波屋の番頭：新城邦彦 佐木八之助：峰蘭太郎 賀屋の番頭：蓑和田良太 丁稚：新藤浩 町人：高谷舜二 水野和泉守：水嶋道太郎 |
| 第30話 | 今西鈴：山本郁子 脇村杉：水原麻記 脇村玄十郎：原田樹世士 大越将監：外山高士 森山：原口剛 大阪屋：国一太郎 笹井：有川正治 お春：清水めぐみ おいね：高野洋子 お光：黒川明子 酒井久美子 三木健作 警護侍：平河正雄 大越の配下：高並功 坂口弘樹 田庭栄 紅かおる |
| 第31話 | 伊三郎：真夏竜 お加代：大塚良重 頼母木玄蕃：高野真二 上州屋惣兵衛：北村英三 由蔵：大木正司 勘兵衛：田中弘史 巳之吉：石倉英彦 男A：福本清三 地廻り：秋山勝俊 森源太郎 小谷浩三 小船秋夫 勝野賢三 淡路康 市条亨一 永田登志雄 |
| 第32話 | 佐平：内藤武敏 文吉：星正人 おまき：佐藤万理 北川弥之介：五味龍太郎 本間竜五郎：佐藤和男 志茂山高也 甲斐純一郎 長沢義典 石井洋充 牧野恵美 玉野伶子 杉山こうへい |
| 第33話 | 仁吉：三田明 お美和：小林かおり 伊助：大竹修造 加賀屋仙右衛門：田中明夫 織部主水：江見俊太郎 保造：市川好朗 正太：岩戸隼人 与兵衛：河合絃司 下元年世 小坂和之 武井三二 島田秀雄 池田謙治 江原政一 富永佳代子 |
| 第34話 | お霧：早瀬久美 佐助：佐藤佑介 有坂頼母：田口計 淨海：福山象三 山野辺：川崎あかね 侍：立花一男 客：浜田雄史 僧：白井滋郎 彫金屋の主人：有島淳平 遠山金次郎 司裕介 中嶋俊一 木下通博 新藤浩 東父岡勇二 廿枝靖 桂登志子 |
| 第35話 | 栄治：永井秀和 お絹：黒田福美 大槻玄馬：亀石征一郎 栗橋大介：沖田駿一 牢奉行：波田久夫 常吉：山本一郎 徳之市：阿波地大輔 侍：平沢彰 隣りの婆さん：木下サヨ子 女中お熊：星野美恵子 矢部義章 藤長照夫 畑中伶一 タンクロー 武井三二 世羅豊 |
| 第36話 | 京極豊後守：峰岸徹 茜屋増五郎：佐竹明夫 おみね：芦川よしみ 辰造：中村孝雄 おしづ：藤江リカ 望月：出水憲司 佃：玉生司朗 彦造：北村光生 女将：小柳圭子 おかつ：小林泉 おさわ：近江輝子 福助：尾崎弥枝 歌丸：吉田哲子 おしま：和泉敬子 多賀勝 奔田陵 福中勢至郎 窪田弘和 松村直美                                                                                                |
| 第37話 | 川勝兵部：鈴木瑞穂 お時：幾野道子 おゆう：仁和令子 霞の小六：曽根晴美 相模屋吾平：須藤健 三崎屋：武周暢 用人：川浪公次郎 上総屋茂七：堀内一市 相模屋番頭：表淳夫 職人：竹内健一 職人：新城邦彦 老婆：岡嶋艶子 女中：尾崎俊子 下役人：浅井誠 娘：沢田由美 娘：浜田文子 |
| 第38話 | 銀次：高橋元太郎 おその：千野弘美 井筒屋大造：小瀬格 安宅主膳：高野真二 木曽屋：中村錦司 伊兵衛：国一太郎 重吉：広瀬義宣 山沖竜介：有川正治 お松：志乃原良子 喜助：大河内宏太郎 矢部可門：木谷邦臣 泉好太郎 高谷舜二 山田克二 和田昌也 美松艶子 諏訪裕子 高橋美樹 |
| 第39話 | おしま：山本みどり 佐吉：織田あきら 秋谷将監：川合伸旺 鳴海屋徳次郎：神田隆 和泉屋仙之介：和崎俊哉 おかつ：松村康世 勘八：重久剛一 番頭：伝法三千雄 おりく：山口朱美 稲村：笹木俊志 大矢敬典 池田謙治 宮城幸生 松原健司 宮川恵子 大城泰 漁野篤史 |
| 第40話 | 榊竜山：中丸忠雄 榊美里：神保美喜 本多淡路守：須賀不二男 岡部帯刀：上野山功一 桑田大膳：中田博久 中山兵吾：成瀬正 代官：五十嵐義弘 六助：海老江寛 役人：司裕介 三浦徳子 高木吉治 北村明男 真弓利雄 藤枝政巳 浅野彰吾 |
| 第41話 | 佐吉：大門正明 おしの：友里千賀子 作兵衛：谷村昌彦 土屋河内守：小林勝彦 木村：内田勝正 田井玄幸：鶴田忍 辰吉：井上茂 瀬川鋭之進：丘路千 吉田正種：市川男女之助 禰宜：有島淳平 お常：上村明子 東孝 畑中伶一 窪田弘和 |
| 第42話 | 稲妻お松：野川由美子 成瀬修理：深江章喜 弁天辰五郎：井上昭文 仙太：根岸一正 政造：岩尾正隆 同心：森源太郎 侍：木下通博 同心：白井滋郎 地回り：小船秋夫 永田登志雄 岡田和範 井川孝 森あけみ 松本やよい 清家三彦 |
| 第43話 | 長吉：高橋長英 栄次郎：久保明 松五郎：長塚京三 江上修理：北原義郎 相模屋藤蔵：田中浩 お峯：舟倉たまき 直助：きくち英一 仙造：秋山勝俊 富造：小谷浩三 尼僧：星野美恵子 幸文堂の小僧：菅谷裕之 尚古堂の手代：床尾賢一 |
| 第44話 | おすみ：田島令子 和助：うえだ峻 島屋利兵衛：森幹太 岡崎伝八郎：浜田晃 内藤采女：西山辰夫 政吉：八名信夫 上州屋徳兵衛：大木晤郎 おかね：安岡真智子 幸助：遠山二郎 およし：曽根千香子 忠助：疋田泰盛 |
| 第45話 | 菱川詠春(新庄長門)：菅貫太郎 おまさ：三浦リカ 雅仙堂：伊達三郎 お鯉：久野陽子 石川豊重：梶本潔 六助：石倉英彦 真城都子 橘かおり 矢野裕子 鍛治和美 |
| 第46話 | おまち：かたせ梨乃(二役) 仙次：森次晃嗣 与力黒田：睦五郎 中沢兵部：玉川伊佐男 武蔵屋仁兵衛：伊沢一郎 伊造：山本昌平 吾平：牧冬吉 家臣：武井三二 辰吉：宮城幸生 壬生新太郎 榎原政一 石塚祥聖 今川浩一 |
| 第47話 | 木内玄庵：下元勉 木内香代：土田早苗 坂庭主膳：永井秀明 木内新之助：頭師佳孝 秋田屋：永野辰弥 佐山：出水憲司 仙太：浜伸二 風間：五十嵐義弘 又助：勝野賢三 権次：広瀬義宣 藤沢徹夫 徳永まゆみ 深谷宏子 |
| 第48話 | 秋月左門：青木義朗 長崎屋治平：山岡徹也 お国：杉本マチ子 お駒：志摩いづみ お袖：田中綾 高木大介：楠年明 勘太：福本清三 仙吉：下元年世 波多野博 池田謙治 大月正太郎 大矢敬典 那須伸太郎 妹尾友信 富永佳代子 稲垣陽子 |
| 第49話 | おふう：新藤恵美 岩室の飛：和崎俊哉 望月道順：細川俊夫 本多和泉守：加賀邦男 大河内豊前守：田島義文 大河内の用人：田中弘史 白井滋郎 小坂和之 入江愼也 遠山金次郎 細川純一 小谷浩三 東孝 |
| 第50話 | お艶：由美かおる 相川屋藤兵衛：久富惟晴 鉄蔵：剣持伴紀 お久：丸山秀美 神崎伊織：波田久夫 佐七：中嶋俊一 源次：秋山勝俊 仙造：浜伸二 遠山金次郎 木下通博 春藤真澄 |
| 第51話 | 有馬阿波守：根上淳 木原源兵衛：小栗一也 影山玄馬：中田博久 淨海：坂田金太郎 主人：森下鉄朗 内儀：藤山喜子 母親：門之内純子 母親：服部明美 有島淳平 ハル・ゴールド 和田昌也 疋田泰盛 有馬の配下：矢部義章 有馬の配下：志茂山高也 小坂和之 石井洋充 高木吉治 松田二三代 美松艶子 北村明男 竹井雅文                                                                              |

### スタッフ
- 企画：香取雍史、大久保晃（日本テレビ）
- 脚本：国弘威雄、下飯坂菊馬、大工原正泰、和久田正明、久貴千賀子、鈴木生朗、名倉勲、安藤日出男、芦沢俊郎、飛鳥ひろし、加瀬高之、中村勝行、野波静雄、山本英明、横田与志
- 監督：山内鉄也、太田昭和、大洲斎、黒田義之、岡本靜夫、居川靖彦、原田雄一、松尾正武
- 音楽：菊池俊輔
- オープニングテーマ作曲：小谷充
- 撮影：原田裕平、萩屋信、古谷伸、片山顕、安達重穂
- 照明：大谷康郎、武邦男、伊勢晴夫
- 録音：渡部芳丈、中川清、面屋竜憲、神戸孝憲
- 美術：鈴木孝俊、高見哲也、三浦寮二
- 編集：河合勝巳
- 助監督：髙倉祐二、山本憲、矢田清巳、金鐘守
- 記録：小川加津子、大橋美紀、竹田宏子、大原より子、原淳子、西野敏子、内藤幸子
- 整音：加藤正行
- 衣裳：東京衣裳
- 計測：小林善和、藤井重光、原田国一、宮西慶二郎
- 演技事務：山下義明
- 擬斗：上野隆三（東映剣会）
- 特技：宍戸大全
- 装置：磯谷幸一（第26話まで）、青木茂雄（第27話以降）
- 美粧・結髪：東和美粧
- かつら：山崎かつら
- 装飾：関西美工
- 小道具：高津商会
- 舞踊振付：藤間紋蔵
- 協力：(財)京都踏水会
- 騎馬：岸本乗馬センター
- 進行主任：山田勝、杉浦満州男（第31話以降）
- 邦楽監修：中本敏生
- 現像：東洋現像所
- 協力：京都・大覚寺
- 人形：辻村ジュサブロー
- 口上：芥川隆行（第26話まで）
- 企画協力：日本シナリオ作家協会
- 出版：富士見書房刊・時代小説文庫
- プロデューサー：松岡明（ユニオン映画）、今井正夫（東映太秦映像）、伊原詢太郎（六本木オフィス）
- 制作協力：東映太秦映像
- 制作：ユニオン映画、六本木オフィス

### サブタイトル（放送日程）
| 話数   | サブタイトル                   | 脚本       | 監督     | 放送日        |
| ------ | ------------------------------ | ---------- | -------- | ------------- |
| 第1話  | 「藪太郎参上!」                | 国弘威雄   | 山内鉄也 | 1982年3月28日 |
| 第2話  | 「花の吉原花魁殺し」           | 下飯坂菊馬 | 山内鉄也 | 4月4日        |
| 第3話  | 「恨みのかんざし」             | 下飯坂菊馬 | 太田昭和 | 4月11日       |
| 第4話  | 「怪盗暗闇吉三」               | 国弘威雄   | 太田昭和 | 4月18日       |
| 第5話  | 「大当たり千両くじ」           | 国弘威雄   | 山内鉄也 | 4月25日       |
| 第6話  | 「お店者無情」                 | 大工原正泰 | 山内鉄也 | 5月2日        |
| 第7話  | 「危うし！弥生局」             | 大工原正泰 | 太田昭和 | 5月9日        |
| 第8話  | 「夫婦のきずな」               | 国弘威雄   | 太田昭和 | 5月16日       |
| 第9話  | 「ほおずきを噛む女」           | 下飯坂菊馬 | 山内鉄也 | 5月23日       |
| 第10話 | 「極楽とんぼのならず者」       | 和久田正明 | 山内鉄也 | 5月30日       |
| 第11話 | 「結ぶえにしのわらべ唄」       | 久貴千賀子 | 大洲斎   | 6月6日        |
| 第12話 | 「若君を消せ!」                | 鈴木生朗   | 大洲斎   | 6月13日       |
| 第13話 | 「知られたくなかった秘密」     | 国弘威雄   | 黒田義之 | 6月20日       |
| 第14話 | 「打ち首千両」                 | 名倉勲     | 黒田義之 | 6月27日       |
| 第15話 | 「酔いどれ女と藪太郎」         | 下飯坂菊馬 | 山内鉄也 | 7月4日        |
| 第16話 | 「残された赤ん坊」             | 大工原正泰 | 山内鉄也 | 7月11日       |
| 第17話 | 「お犬様罷りとおる」           | 下飯坂菊馬 | 岡本靜夫 | 7月18日       |
| 第18話 | 「大江戸の汚れた手」           | 安藤日出男 | 岡本靜夫 | 7月25日       |
| 第19話 | 「生きていた夫」               | 国弘威雄   | 大洲斎   | 8月1日        |
| 第20話 | 「宝船、地獄行き」             | 名倉勲     | 大洲斎   | 8月8日        |
| 第21話 | 「消えた花火職人」             | 芦沢俊郎   | 山内鉄也 | 8月15日       |
| 第22話 | 「日本橋の団十郎」             | 飛鳥ひろし | 山内鉄也 | 8月22日       |
| 第23話 | 「ねずみ講の罠」               | 大工原正泰 | 太田昭和 | 8月29日       |
| 第24話 | 「鶴亀情話」                   | 加瀬高之   | 太田昭和 | 9月5日        |
| 第25話 | 「人情破れ傘」                 | 安藤日出男 | 大洲斎   | 9月12日       |
| 第26話 | 「お銀哀歌」                   | 国弘威雄   | 大洲斎   | 9月19日       |
| 第27話 | 「はぐれ鳥の唄」               | 下飯坂菊馬 | 山内鉄也 | 9月26日       |
| 第28話 | 「女は二度夢を見た」           | 芦沢俊郎   | 山内鉄也 | 10月3日       |
| 第29話 | 「試し撃ち」                   | 名倉勲     | 居川靖彦 | 10月10日      |
| 第30話 | 「八年目の復讐」               | 加瀬高之   | 居川靖彦 | 10月17日      |
| 第31話 | 「拐わかし」                   | 中村勝行   | 太田昭和 | 10月24日      |
| 第32話 | 「帰ってきた土蔵破り」         | 大工原正泰 | 山内鉄也 | 10月31日      |
| 第33話 | 「妻恋いしぐれ」               | 安藤日出男 | 太田昭和 | 11月7日       |
| 第34話 | 「義賊と鳥追い」               | 芦沢俊郎   | 山内鉄也 | 11月14日      |
| 第35話 | 「とどけ・涙の叫び」           | 芦沢俊郎   | 居川靖彦 | 11月21日      |
| 第36話 | 「狼に狙われた一人娘」         | 下飯坂菊馬 | 居川靖彦 | 11月28日      |
| 第37話 | 「裏切られた友情」             | 芦沢俊郎   | 山内鉄也 | 12月5日       |
| 第38話 | 「罠にはまった瓦版」           | 久貴千賀子 | 居川靖彦 | 12月12日      |
| 第39話 | 「梅吉捕らわる」               | 大工原正泰 | 山内鉄也 | 12月19日      |
| 第40話 | 「父娘を結ぶ青梅宿」           | 芦沢俊郎   | 居川靖彦 | 1983年1月2日  |
| 第41話 | 「ろくでなしの恩返し」         | 野波静雄   | 原田雄一 | 1月9日        |
| 第42話 | 「女賊稲妻お松」               | 芦沢俊郎   | 原田雄一 | 1月16日       |
| 第43話 | 「鴉の長吉何故泣くか」         | 山本英明   | 大洲斎   | 1月23日       |
| 第44話 | 「過去をもつ女にかかる濡れ衣」 | 鈴木生朗   | 大洲斎   | 1月30日       |
| 第45話 | 「暦女に死神が憑く」           | 下飯坂菊馬 | 山内鉄也 | 2月6日        |
| 第46話 | 「ふたりのおらん」             | 横田与志   | 山内鉄也 | 2月13日       |
| 第47話 | 「囮にされた放蕩息子」         | 加瀬高之   | 岡本靜夫 | 2月20日       |
| 第48話 | 「十手に賭けた命」             | 芦沢俊郎   | 岡本靜夫 | 2月27日       |
| 第49話 | 「忍びや哀れ」                 | 野波静雄   | 居川靖彦 | 3月6日        |
| 第50話 | 「闇に咲く花なみだ花」         | 山本英明   | 松尾正武 | 3月13日       |
| 第51話 | 「三つ葉葵を貫く銃弾」         | 芦沢俊郎   | 居川靖彦 | 3月20日       |

## 新・松平右近

### キャスト
- 松平右近：里見浩太朗
江戸に帰って来て神田稲荷小路のいろは長屋に引っ越し、そこでも診療所を開業。以前のような実験はしなくなった。髪型も前作の月代の武家髷から一転、総髪の武家髷に変わった。決め台詞は、「人の病ばかりじゃねえ、世の中の悪を治すのも医者の務めだ。荒療治をさし(せ)てもらうぜ!」。
- 音松：火野正平
何か小さい仕事などをしては駄賃を稼いで暮らしている男。いろは長屋に住んでいるが、家賃をかなりため込んでいるらしく、それをネタにおきわに命じられて藪太郎の手伝いをすることがある。
- おらん：かたせ梨乃
前作の最終話の後、いろは長屋に引っ越した。藪太郎に対するほの字ぶりは相変わらずだが、しじみ売りは辞め、文蔵の飯屋で働く。
- 文蔵：高品格
元盗人。足を洗い、飯屋を営む。おきわから紹介された縁で、藪太郎の手伝いをすることも。
- 丈八親分：深江章喜
平四郎配下の十手持ち。理不尽な理由で相手を捕らえてしまう癖がある。
- 橘 平四郎[4]：田島真吾
同心。母と2人暮らし。尻に敷かれており、ろくに手柄を挙げられていない。
- おくみ：山本百合子
おきわの絵草紙屋で働く女中。
- 平四郎の母：甲にしき
平四郎の母親だが、特に役名は考慮されていない。平四郎のことを心配し、世話を焼く。
- おきわ：野川由美子
右近らが住まういろは長屋の大家で、絵草紙などを売る商売をしている。右近の正体は知らないものの、何となく感づいてはいる様子。藪太郎の手伝いをする。
- 徳川家斉：丹波哲郎（特別出演）（第1話、第18話、第22話）
右近の兄で十一代将軍。

### ゲスト出演者紹介（配役一覧）
※その他の出演者のクレジットは当て字表記。
| 話数   | ゲスト出演者 |
| ------ | --- |
| 第1話  | 浅吉：小倉一郎、鏑木多門：青木義朗、夜鴉の卯三郎：藤岡重慶 おゆみ：今出川にしき、芝田屋清兵衛：伊達三郎、由蔵：森章二 坂部庄九郎：岩尾正隆、疋田泰盛、小峰隆司、白井滋郎、宮城幸生、 大矢敬典、壬生新太郎、藤沢徹夫、西山清孝、峰蘭太郎、泉好太郎、細川純一           |
| 第2話  | 松造：小池朝雄、おさい：佐藤万理、本多土佐守：近藤宏 小田頼母：平泉征、小出帯刀：成瀬正、仙吉：八名信夫 おみよ：志乃原良子、川浪公次郎、木谷邦臣、福本清三、島田秀雄                                                                                                  |
| 第3話  | 新吉：伊吹剛、お稲：金沢碧、久造：高城淳一 江藤鉄馬：遠藤征慈、香山健蔵：高杉玄、お久：尾崎弥枝 志茂山高也、有島淳平、内藤康夫、竹井雅文、世利ゆかり、春藤真澄 |
| 第4話  | 飯田貞蔵：仲谷昇、石橋主水介：名和宏 田島屋伝兵衛：嵯峨善兵、志乃：立枝歩、矢部市之進：守屋俊志 加倉井小十郎：片岡五郎、柄木：有川正治、高並功 |
| 第5話  | 佐太郎：吉田次昭、おいと：三浦リカ、忠兵衛：伊沢一郎 牧野主膳：遠藤太津朗、平田弥十郎：中田博久、お福：鮎川十糸子 出水憲司、新城邦彦、北村光生、池田謙治、菅谷裕之、桂登志子                                                                                          |
| 第6話  | 榊兵庫：村野武範、おせん：風祭ゆき、八重：森田理恵 羅漢寺の富五郎：汐路章、仙次：市川好朗、室田甚十郎：草薙良一 おふみ：大崎紀子、石倉英彦、白井滋郎、三浦徳子、矢部義章                                                                                              |
| 第7話  | おしま：磯村みどり、おりく：川村一代、猪吉：北村英三 田代新兵衛：内田勝正、田代弦次郎：原口剛、佐七：下元年世 ぶん廻しの弥吉：山本一郎、赤松：福本清三、梵天の島右衛門：国田栄弥                                                                                      |
| 第8話  | 田中越後：菅貫太郎、おとよ：谷川みゆき、青木修理：原田樹世士 鳴神の権次：江幡高志、岡村：笹木俊志、近藤市之進：丘路千 そば屋：遠山金次郎、木村：武井三二、佐伯：細川純一、田原：小坂和之                                                                              |
| 第9話  | お峰：范文雀、土田多三郎：亀石征一郎、座頭：夢路いとし お袖：三原世司奈、和尚：中村錦司、番頭：遠山二郎、望月左内：阿波地大輔 星野美恵子、春藤真澄、窪田弘和 |
| 第10話 | お新：本阿弥周子、小田切弾正：睦五郎、千造：内田喜郎 伊勢屋市兵衛：小林勝彦、万吉：松山照夫、利助：大木正司、鎌田源造：田畑猛雄 風間十内：五味龍太郎、有島淳平、壬生新太郎、和田昌也                                                                                  |
| 第11話 | 清吉：河原崎建三、本多淡路守：玉川伊佐男、政五郎：上野山功一 嘉兵衛：西山嘉孝、粂造：牧冬吉、仁助：大矢敬典、弥七：平沢彰 島田秀雄、池田謙治、藤沢徹夫、西山清孝、奔田陵、市条亨一、稲垣陽子                                                                          |
| 第12話 | 鹿島屋伝兵衛：南原宏治、おしま：白木万理、源太：下塚誠、おきよ：遠藤真理子 梶原勘解由：和崎俊哉、越中屋清兵衛：増田順司、富五郎：永田光男 三河屋久七：北見唯一、正五郎：唐沢民賢、松：小峰隆司、辰次：滝譲二 峰蘭太郎、高谷舜二、大月正太郎、平河正雄                 |
| 第13話 | おきち：水原ゆう紀、惣太：水森コウ太、雷門の五兵衛：川辺久造、為吉：本郷直樹 辰蔵：出水憲司、稲垣：柳原久仁夫、三吉：勝野賢三、おとよ：武田てい子 富永佳代子、宮永淳子、細川純一、小谷浩三、石井洋充                                                                  |
| 第14話 | お峯：岩崎良美、松前屋徳兵衛：佐竹明夫、慶次郎：藤木孝、小出頼母：近藤宏（2回目） 力松：伊庭剛、佐吉：大木晤郎、手代：新城邦彦、伊助：河合絃司、喜八：波多野博 |
| 第15話 | おせん：西川峰子、甲州屋：田口計、治平：奥村公延、五味源太夫：原口剛（2回目） 手代：高峰圭二、幸助：日高久、真鍋伊平太：川浪公次郎 大店の主人：北村光生、与之助：石倉英彦、仁助：遠山金次郎                                                                           |
| 第16話 | 仙太：宮崎達也、おせい：高橋恵子、坂井豊後守：外山高士 但馬屋弥五郎：浜田晃、玄斉：山岡徹也、常吉：苅谷俊介、白川浩二郎 木谷邦臣、木下通博、福本清三（2回目）、小柳圭子、美松艶子、泉好太郎、和田昌也                                                                 |
| 第17話 | 兼吉：三田明、お葉：服部妙子、結城屋番頭・伊兵衛：早崎文司 大蔵屋惣右衛門：武藤英司、村岡源次郎：高杉玄、伊沢京山：山本昌平 結城屋甚左衛門：中村錦司、おふう：久仁亮子、疋田泰盛                                                                                      |
| 第18話 | おたき：夏木マリ、善兵衛：須賀不二男、利助：井上博一 児玉帯刀：北原義郎、幸右衛門：佐々山洋一、武井三二 |
| 第19話 | 巳之吉：沖雅也、お篠・お夕：立石涼子（二役）、戸田丹波守：伊達三郎（2回目） 鬼火の五郎蔵：森章二、仙次：峰蘭太郎、粂造：福本清三（3回目）、池田謙治、小船秋夫 |
| 第20話 | 雪江・花江：二宮さよ子（二役）、青山主膳：戸浦六宏、田村貞次郎：亀石征一郎]（2回目） 小川宗秀：北九州男、常平：北條清嗣、お京：加藤由美、藤沢徹夫 |
| 第21話 | 伊助・青山忠邦（二役）：高岡健二、千勢：鳳八千代、文：三浦真弓 青山左門：田中浩、おゆき：仁和令子、弥兵衛：永田光男、武助：丘路千 お辰：木下サヨ子、長五郎：秋山勝俊、稲垣：木谷邦臣、朽木隼人：笹木俊志 杢兵衛：有島淳平、商人：大矢敬典、松次郎：宮城幸生、藤長照夫 |
| 第22話 | 新太：桜木健一、三州屋仁造：井上昭文、黒川左内：西山辰夫 和泉屋喜兵衛：山村弘三、おみつ：松岡ふたみ、長内：下元年世 手代：新城邦彦、伊助：笹吾朗、森源太郎、壬生新太郎、矢部義章 島田秀雄、西山清孝、平河正雄、和田昌也、畑中怜一、富永佳代子                         |

### スタッフ
- 脚本：中村勝行、名倉勲、山本英明、田上雄、猪又憲吾、下飯坂菊馬、鈴木清朗、芦沢俊郎、初見薫、奥村俊雄
- 監督：松尾昭典、岡本靜夫、山内鉄也、齋藤光正、大洲斎、原田雄一、黒田義之
- 撮影：萩屋信、原田裕平、牧浦地志、安達重穂、脇武夫、木村誠司
- 照明：大谷康郎、真城喩、武邦男、伊勢晴夫
- 録音：面屋竜憲、神戸孝憲、渡部芳丈、矢部吉三、草川石文
- 美術：鈴木孝俊、高見哲也、塚本隆治、下石坂成典、三浦鐐二
- 助監督：髙倉祐二、金鐘守、矢田清巳、井上泰治、内沢豊
- 編集：河合勝巳
- 美粧結髪：東和美粧
- かつら：山崎かつら
- 演技事務：山下義明
- 擬斗：上野隆三、菅原俊夫（東映剣会）
- 衣裳：東京衣裳
- 装置：青木茂雄
- 装飾：長尾康久、中小路認、門明淳
- 小道具：高津商会
- 邦楽監修：中本敏生
- 整音：加藤正行
- 計測：藤井重光、原田国一、小林善和、山口鉄雄、西田圭司
- 記録：小川加津子、内藤幸子、西野敏子、原淳子、大原より子
- 進行主任：山田勝
- 現像：東洋現像所
- 協力：京都・大覚寺、日本シナリオ作家協会、(財)京都踏水会
- 音楽：菊池俊輔
- プロデューサー：大久保晃（日本テレビ）、今井正夫（東映太秦映像）、伊原詢太郎（六本木オフィス）、松岡明（ユニオン映画）
- 制作協力：東映太秦映像
- 制作：ユニオン映画、六本木オフィス

### サブタイトル（放送日程）
| 話数   | サブタイトル             | 脚本              | 監督     | 放送日       |
| ------ | ------------------------ | ----------------- | -------- | ------------ |
| 第1話  | 「稲荷小路に春が来た!」  | 中村勝行          | 松尾昭典 | 1983年4月3日 |
| 第2話  | 「父娘を結ぶ神田川」     | 名倉勲            | 松尾昭典 | 4月10日      |
| 第3話  | 「地獄から還った男」     | 山本英明          | 岡本靜夫 | 4月17日      |
| 第4話  | 「腰ぬけ武士道」         | 田上雄            | 岡本靜夫 | 4月24日      |
| 第5話  | 「花嫁売ります」         | 猪又憲吾          | 山内鉄也 | 5月1日       |
| 第6話  | 「白い花散る怨み川」     | 中村勝行          | 山内鉄也 | 5月8日       |
| 第7話  | 「瞼の父の子守唄」       | 下飯坂菊馬        | 齋藤光正 | 5月15日      |
| 第8話  | 「鞠子宿から来た女」     | 鈴木生朗          | 齋藤光正 | 5月22日      |
| 第9話  | 「涙に消えた母の影」     | 芦沢俊郎          | 大洲斎   | 5月29日      |
| 第10話 | 「罠にはまった夫婦花」   | 名倉勲            | 大洲斎   | 6月5日       |
| 第11話 | 「命百両闇の助け舟」     | 中村勝行          | 岡本靜夫 | 6月12日      |
| 第12話 | 「無縁坂に消えた男」     | 田上雄            | 岡本靜夫 | 6月19日      |
| 第13話 | 「おいてけ堀 河童騒動」  | 下飯坂菊馬        | 原田雄一 | 6月26日      |
| 第14話 | 「涙に濡れた花嫁衣装」   | 山本英明          | 岡本靜夫 |              |
| 第15話 | 「越すに越されぬ箱根山」 | 鈴木生朗          | 黒田義之 |              |
| 第16話 | 「藪が名医で名医が藪か」 | 名倉勲            | 黒田義之 |              |
| 第17話 | 「浮世絵女の怨み唄」     | 中村勝行          | 岡本靜夫 |              |
| 第18話 | 「大金貸す奴御用心!!」   | 山本英明          | 原田雄一 |              |
| 第19話 | 「お夕慕情」             | 中村勝行          | 松尾昭典 | 8月14日      |
| 第20話 | 「怪談すすり泣く古井戸」 | 鈴木生朗          | 黒田義之 | 8月21日      |
| 第21話 | 「旗本屋敷に鬼が棲む」   | 下飯坂菊馬 初見薫 | 松尾昭典 | 8月28日      |
| 第22話 | 「右近の旅立ち」         | 奥村俊雄          | 黒田義之 | 9月4日       |

## 主題歌
松平右近事件帳
- 「流れ坂」（TDKレコード）[5]
作詞：東海林良 / 作曲：芳野恭郎 / 編曲：斉藤恒夫 / 歌：里見浩太朗
※B面曲「愛よ！その日まで」はオープニングテーマに歌詞をつけたものである。

新・松平右近
- 「しあわせ」（TDKレコード）
作詞：カザマタロウ / 作曲：菊池俊輔 / 編曲：馬飼野俊一 / 歌：里見浩太朗
※作詞：「カザマタロウ」となっているが、これは里見の作詞芸名であり、里見自ら作詞したものである。

## 小説
- 郡順史 『怪盗暗闇吉三―松平右近事件帳』 （1982年3月、富士見書房 時代小説文庫）
脚本の小説化作品。「怪盗暗闇吉三」「大奥女中殺し（藪太郎参上）」他、全6話を収録。
- 郡順史 『はぐれ鳥の唄―松平右近事件帳2』 （1982年12月、富士見書房 時代小説文庫）
「お銀哀歌」「はぐれ鳥の唄」他、全6話を収録。

## 前後番組
| 日本テレビ系列 日曜21:00 - 21:54枠 | 日本テレビ系列 日曜21:00 - 21:54枠                 | 日本テレビ系列 日曜21:00 - 21:54枠                 |
| 前番組                             | 番組名                                             | 次番組                                             |
| ---------------------------------- | -------------------------------------------------- | -------------------------------------------------- |
| 幻之介世直し帖                     | 松平右近事件帳 ↓ 新・松平右近 【本作まで時代劇枠】 | サンデースポーツ9 【同番組のみスポーツニュース枠】 |